# Richard Frey
Richard Frey, de son nom chinois Fu Lai (傅 莱), né le 11 février 1920 à Vienne et décédé à 84 ans le 16 novembre 2004 à Pékin, est un médecin autrichien juif qui émigra en Chine à 19 ans en 1939 pour fuir les persécutions nazies et passa le reste de sa vie dans ce pays. En raison de sa contribution exceptionnelle à l'indépendance, la libération et la construction de la Chine, il bénéficie d'une grande renommée chez les Chinois.

## Biographie
Fils unique d'une famille juive de moyenne classe de Vienne, Richard Frey est né sous le nom de Richard Stein en 1920. En 1930, il entre au collège Döblinger et exprime son souhait de devenir plus tard médecin. Grâce au grand soutien de ses parents, il étudie la radiographie à l'institut Guido Holzknecht (en) et au Kaiser Franz Joseph-Ambulatorium und Jubiläumsspital en même temps. À l'école, il participe à des activités politiques, rejoint les scouts à 14 ans puis la Jeunesse communiste d'Autriche et le Parti communiste d'Autriche. Après l'occupation et l'annexion de l'Autriche par l'Allemagne nazie lors de l'Anschluss de 1938, il est expulsé de ces écoles. De peur d'être arrêté par la Gestapo, il interrompt ses études de médecine fin 1938, quitte l'Autriche et arrive finalement en Chine début 1939. Sur place, il participe à la seconde guerre sino-japonaise en 1941 dans le camp chinois, combat sur la ligne de front à la frontière entre le Shanxi, le Cháhāěr et le Hebei, change son nom de Stein en Frey et rejoint l'armée de la 8e route. En 1942, il demande à devenir membre du Parti communiste chinois et est accepté en 1944.
Tandis qu'il exerce l'activité de médecin sur le front, il s'occupe de former des apprentis docteurs. Malgré un manque de médicaments en 1943, il parvient à contenir une épidémie de malaria chez les soldats avec l'aide de l'acupuncture et est décoré pour cela par Mao Zedong. En 1945, il réussit à synthétiser de la pénicilline pour la première fois en Chine, malgré de rudes conditions de travail, à Yan'an – la base militaire et politique du Parti communiste.
Après la fondation de la République populaire de Chine en 1949, Richard Frey choisit de rester, participe au développement du pays et reçoit le nationalité chinoise en 1955. Avec la guerre, il a perdu le contact avec son amour de jeunesse Hanna à Vienne et fonde une nouvelle famille à Yan'an avec Li Binzhu (李滨珠), décédée en juillet 2007) en 1945. Au début des années 1960, le mariage est annulé pour des raisons politiques et, des années plus tard, il se remarie avec sa femme. Après la mort de son père en 1962, il est autorisé à se rendre en Autriche brièvement pour revoir sa mère qui vit seule à Vienne.
Richard Frey travaille comme médecin contre les épidémies dans les campagnes du Sud-Ouest de la Chine pendant dix ans, puis devient en 1962 spécialiste et consultant à l'académie chinoise des sciences médicales de Pékin. Sous sa direction dans les années 1980, un réseau national d'information médicale se met en place dans le pays. Il fonde et dirige la première base de données médicales à Pékin. Avant de prendre sa retraite, il est président de l'institut d'information et commissaire de l'académie des sciences médicales de Chine.
Avec la révolution culturelle et plusieurs mouvements politiques en Chine, Richard Frey connaît la répression politique et les traitements iniques pendant des années. Ce n'est qu'en 1983 qu'il est nommé expert étranger du Parti communiste à Pékin en tant que membre de la conférence consultative politique du peuple chinois et participe aux VIe, VIIe, VIIIe et IXe congrès. Au-delà de ses activités médicales, il a toujours essayé de présenter la Chine nouvelle au monde en construisant des relations entre son pays d'adoption et son pays natal, l'Autriche, ainsi qu'avec les pays occidentaux.

## Commémoration
Le 16 novembre 2004, Richard Frey meurt à 84 ans à Pékin. Le président chinois Hu Jintao et le président autrichien Heinz Fischer déposent ensemble une gerbe d'honneur. Selon ses dernières volontés, son corps est donné à la science.
Le 21 février 2006, le collège Döblinger installe une plaque en sa mémoire dont le texte est écrit par le président autrichien. Le 23 juillet 2007, le gouvernement chinois érige un monument en son honneur près de Pékin là où il a autrefois combattu pour la Chine. Sa première femme est également enterrée le même jour à Vienne.
Aujourd'hui, de nombreux musées chinois exposent la vie de Richard Frey, et son histoire est rapportée dans les livres d'histoire du pays.

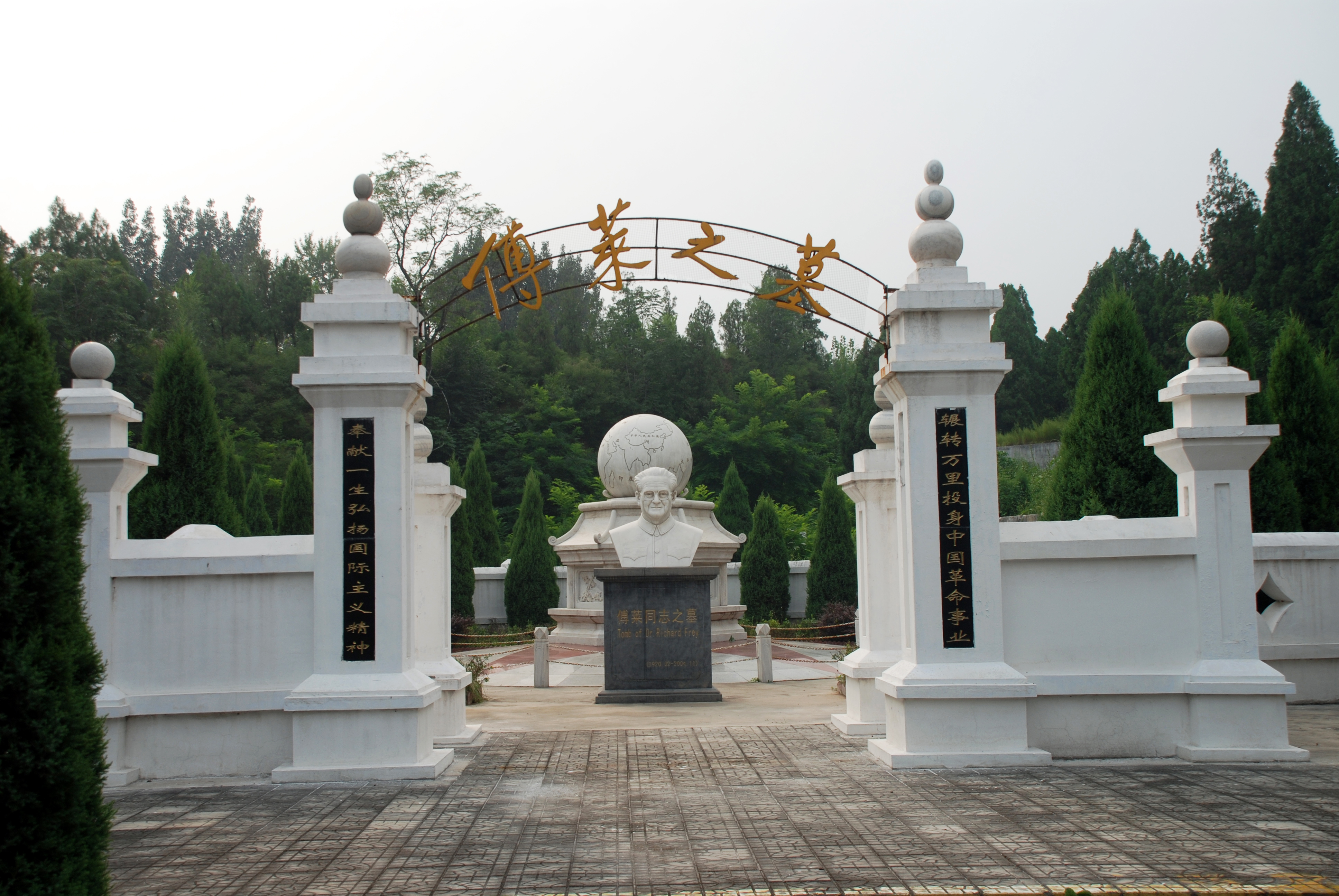
Monument en la mémoire de Richard Frey à Tangxian